# PLD Linux Distribution
PLD Linux Distribution este o distribuție de Linux bazată pe RPM.

## Legături externe
- Site oficial